# Condado de Covington (Misisipi)
El condado de Covington (en inglés, Covington County) es un condado del estado de Misisipi, Estados Unidos. Tiene una población estimada, a mediados de 2021, de 18 279 habitantes.
La sede del condado es Collins.

## Geografía
Según la Oficina del Censo, el condado tiene un área total de 1075 km², de la cual 1072 km² son tierra y 3 km² son agua.

## Demografía
En el 2000,  los ingresos promedio de los hogares del condado eran de $26,669 y los ingresos promedio de las familias eran de $31,264. Los ingresos per cápita para el condado eran de $14,506. Los hombres tenían ingresos per cápita por $26,611 frente a $18,371 para las mujeres. Alrededor del 23.50% de la población estaba bajo el umbral de pobreza nacional.
De acuerdo con la estimación 2016-2020 de la Oficina del Censo, los ingresos promedio de los hogares del condado son de $32,917 y los ingresos promedio de las familias son de $39,766. Los ingresos per cápita en los últimos doce meses, medidos en dólares de 2020, son de $19,537. Alrededor del 24.6% de la población está bajo el umbral de pobreza nacional.

### Censo de 2020
Según el censo de 2020, en ese momento la población del condado era de 18 340 habitantes.
| Raza                   | Núm.   | Porc.  |
| ---------------------- | ------ | ------ |
| Blancos                | 11 118 | 60.62% |
| Afroamericanos         | 6416   | 35.00% |
| Amerindios             | 35     | 0.19%  |
| Asiáticos              | 83     | 0.45%  |
| Isleños del Pacífico   | 4      | 0.02%  |
| Otras razas            | 253    | 1.38%  |
| De una mezcla de razas | 431    | 2.35%  |

Del total de la población, el 2.28% son hispanos o latinos de cualquier raza.

## Condados adyacentes
- Condado de Smith (norte)
- Condado de Jones (este)
- Condado de Forrest (sureste)
- Condado de Lamar (sur)
- Condado de Jefferson Davis (oeste)
- Condado de Simpson (noroeste)

## Localidades
Ciudades
- Collins

Pueblos
- Mount Olive
- Seminary

Áreas no incorporadas
- Ora
- Sanford

## Principales carreteras
- U.S. Highway 49
- U.S. Highway 84
- Carretera 35
- Carretera 37
- Carretera 588